# トム・プライス (アメリカ合衆国の政治家)
トーマス・エドマンズ・プライス （英語: Thomas Edmunds "Tom" Price、1954年10月8日 - ）は、アメリカ合衆国の医師・政治家である。
2005年よりアトランタ北部郊外にあるジョージア州第6選挙区選出の下院議員を務める。共和党員である。かつて共和党調査委員会と下院共和党政策委員会の委員長、下院予算委員会の委員長、ドナルド・トランプ政権で11代目アメリカ合衆国保健福祉長官を務めた。

## アメリカ合衆国保健福祉長官
2016年11月29日にドナルド・トランプ次期大統領より、プライスはアメリカ合衆国保健福祉長官に指名された。
2017年2月10日にアメリカ合衆国上院本会議で民主党は1000万人の加入者のいるメディケアに基本的な変更を加えることに反対したが、共和党は「20年にわたり医療に従事し、アメリカ合衆国の医療システムについて幅広い知識がある」と反論し、最終的にトム・プライスの保健福祉長官就任は52対47で承認された。
2017年5月9日にウェストバージニア州チャールストンの州議会議事堂でトム・プライス保健福祉長官に「オバマケアについて、大声で質問し妨害行為をした」容疑で記者証を持っていたレポーターが現行犯逮捕された。「質問しただけで逮捕される人がいるなんて」と報道された。
2017年9月29日にアメリカ合衆国保健福祉長官を辞任した。国内出張でプライベートジェット機をチャーターして多額の公費(約4500万円)を使ったことでトランプ大統領が不快感を表明していたことから事実上の解任とみられる。ドン・Ｊ・ライトが保健福祉長官を代行する。